# ELK3
ELK3‏ (ELK3, ETS transcription factor) هوَ بروتين يُشَفر بواسطة جين ELK3 في الإنسان.